# Stonogobiops nematodes

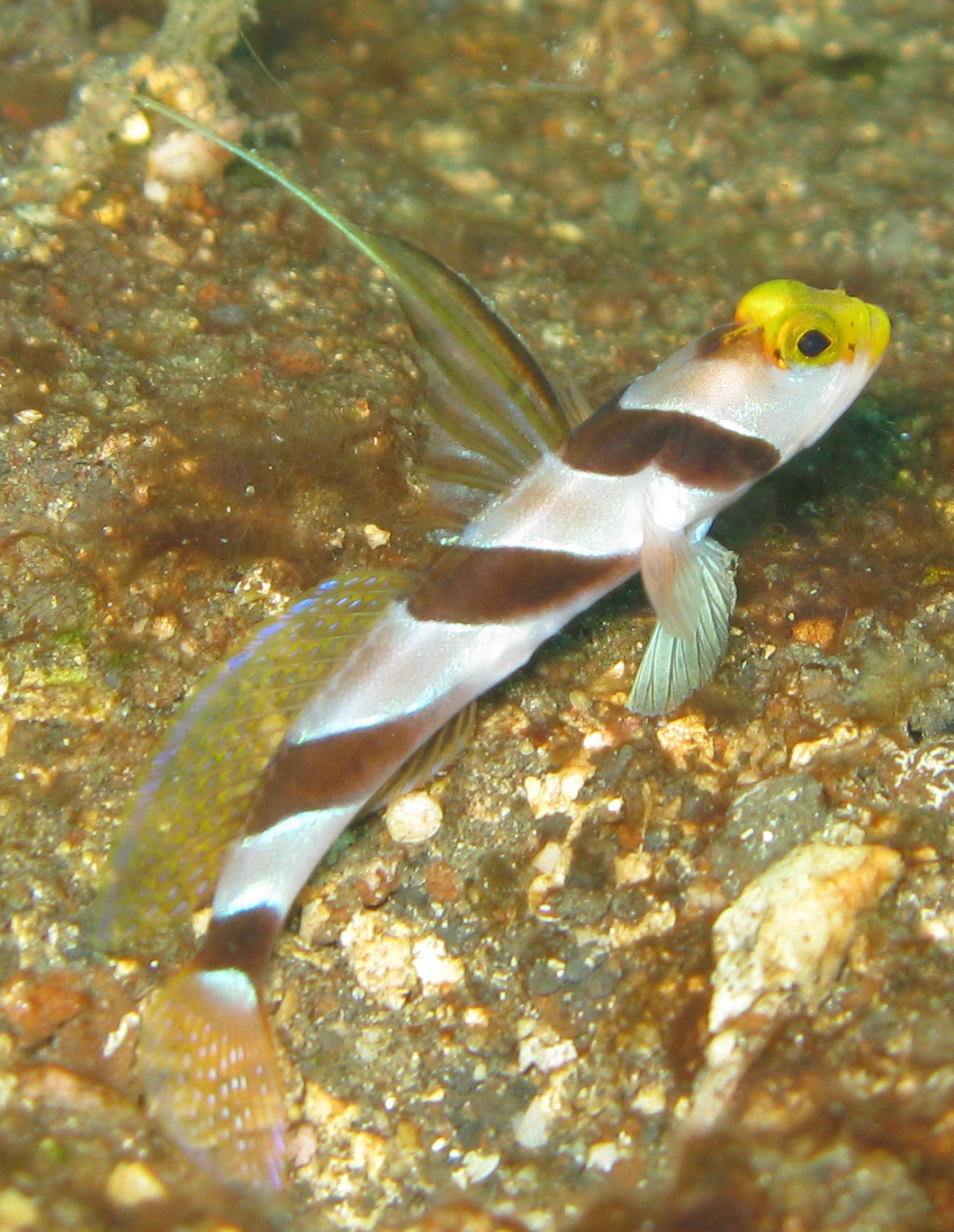
Stonogobiops nematodes

Stonogobiops nematodes és una espècie de peix de la família dels gòbids i de l'ordre dels perciformes.

## Morfologia
- Els mascles poden assolir 6 cm de longitud total.
- Nombre de vèrtebres: 26.[5]

## Hàbitat
És un peix marí, de clima tropical (22 °C-25 °C) i associat als esculls de corall que viu entre 15-25 m de fondària.

## Distribució geogràfica
Es troba a les Seychelles, les Filipines i Bali (Indonèsia).

## Costums
Viu simbiòticament amb Alpheus randalli.

## Observacions
És inofensiu per als humans.